# 三棵树铁路
三棵树铁路是中国黑龙江省哈尔滨市境内的一条铁路，全长28公里，设6站，西起南岗区的哈尔滨站，接滨绥铁路、滨洲铁路、京哈铁路、拉滨铁路；东至香坊区的新香坊站，接滨绥铁路。